# Peleteria trifasciata
Peleteria trifasciata là một loài ruồi trong họ Tachinidae.